# قصور آل عبد الهادي (جنين)
قصور آل عبد الهادي أو قصور عرابة هي مبانٍ تاريخية قديمة بفلسطين، تقع في بلدة عرابة الواقعة جنوب غربي مدينة جنين وتبعد عنها حوالي 13 كيلومتر، يبلغ عددها 13 قصراً بُنيت في القرن التاسع عشر في العهد العثماني.

## الوصف
يتألف البناء من الطوابق والأقواس والسلالم المتعرجة والساحات المخفية والحدائق والشرفات، بنيت من الحجر الجيري . يُشير هيكل القصور عن دورها كمباني حكم وإدارة وحسب وضع العائلة السّياسي في المنطقة، مبنى القصور مكوّن من أشكال القلاع الحصينة، وتم تصميمها وإعدادها بشكل متقن لزيادة الحماية ضد الهجمات.

## التاريخ
شكلت هذه القصور أهمية عمرانية كبيرة في البلدة لإرتباطها التاريخي بنفـوذ عائلـة عبد الهادي الإقطاعية في فلسطين في القرن التاسع عشر، وما واكب ذلك من مظاهر الزعامة التقليدية والوجاهة التي حظيت بها هذه العائلة، وتتبع قصور آل عبد الهادي التقسيمات الوظيفية العامة لقصور قرى الكراسي التي كانت سائدة.

## الاستخدام الوظيفي للقصور
- إدارية: كالديوان، وغرف الحراس، وغرف القهوة، والسجن في الطابق الأرضي، وعلية الشيخ في الطابق العلوي.
- خدماتية: كالأروقة، والإسطبلات، وغرف التخزين، وبئر الماء أيضًا في الطابق الأرضي.
- سكنية خاصة: كغرف النوم، وغرف المعيشة، والسكن للشيخ وعائلته في الطوابق العلوية.[4]

## الاختلاف العمراني
التكوين المعماري لقصور قرى الكراسي عمودياً، لكن في حالة قصور آل عبد الهادي فإن القصور تكونت من طابقين فقط.

## موقع القصور
تمركزت القصور في وسط الحارة الشرقية، وفي طرف البلدة الشرقي تقريبًا حول المسجد الذي بناه الشيخ حسين عبد الهادي سنة 1819، ومع الوقت تجمعت بيوت أخرى حول قصور العائلات القريبة الموالية لآل عبد الهادي، أما قصر صالح عبد الهادي، يعتقد بأنه كان في الجزء الشمالي الشرقي من الحارة الشرقية.

## الخصائص المعمارية
تحتوي القصور على خصائص معمارية، كالجدران الصلبة والسّميكة، أسطح القباب، الأدراج الخارجيّة والداخليةّ، تصريف المياه، القصارة والتصميم الزخرفي.

## عدد القصور
يبلغ عدد قصور آل عبد الهادي13 قصراً منذ العهد العثماني، ومن أهمها:
- قصر صالح عبد الهادي:

بُني في عام 1808 في عرابة، يُعتبر الأول في المنطقة وكان يقع في الجزء الشماليّ الشرقيّ من البلدة في منطقة تُعرف "منطقة القصر"، كمدخل رئيسي للبلدة القديمة، تم تدمير القصر بالكامل عام 1859 على يد القوات العثمانيّة وآل جرار وآل طوقان.
- قصر عبد القادر اليوسف عبد الهادي:

يقع بالقرب من قصر الشيخ حسين، يحتوي على بوابتين تحت إحدى القناطر، تربط بين الجانبين الشرقي والغربي من البلدة تعرف "السيباط"، يشمل القصر ساحة واسعة تضم حفرًا للمياه والغلال، وطابقين يتخللهما غرف ومداخل وإضافات، الطابق الثاني فيشمل غرفة كانت تستخدم كمطبخ مع بلاط صيني أحمر، وخزائن خشبية لتخزين الضروريات.
- قصر الشيخ حسين عبد الهادي:

قام حسين عبد الهادي ببناء قصره في عام 1820 بجوار مسجد النبي اعرابيل، وتمتاز بوابته بأنها في الجهة الشمالية وتطل على ساحة المسجد، وتمتلك بوابة كبيرة تُفتح إلى بهو مفتوح، القصر كان مخصّصًا للحكم فقط ولم يحتوي على غرف للسكن، حيث كانت هذه الغرف في القصر المجاور، ويُصعد إلى الطّابق العلوي عبر درج خارجي، حيث يمكن رؤية ساحتين سماويتين كبيرتين وقبة تحمل "عمامة الشيخ"، وفي الطابق العلوي توجد فتحات للبنادق أو الطّلاقات، يفصل القصر عن القصر المجاور بسور، لكنه تم استبداله بسور منخفض ودرابزين حديدي بعد الترميم.
- قصر سليمان وفخري عبد الهادي:

يقع قصر سليمان عبد الهادي جنوب قصر والده حسين عبد الهادي، مفصولًا عنه بسور، ويمتد على مساحة تقارب الدونمين، يتألف القصر من جزئين: المدخل في الجزء الشرقي وقصر السكن بطابقيه، المدخل يتضمن بوابة وإيوان بينما يفصل بينه وبين قصر السكن ساحة سماوية، وقد تهدمت ثلاثة عقود علوية من واجهة القصر الغربية بسبب الأمطار عام 2013 وتم تدعيم العقود المتضرّرة والجزء الجنوبي الشرقي للحفاظ على القصر.
- قصر محمد عبد القادر عبد الهادي:

يُعرف القصر أيضًا "قصر محمد سليم عبد الهادي"، ويُطلق عليه اسم "قصر السبع بوابات" بسبب كثرة غرفه وحجمه الكبير، ويتميز بمدخله المميز على شكل أقواس، وعند الدخول تواجه ساحة سماوية صغيرة تم انفصالها من قصر حسين عبد الهادي بواسطة سور، وتميزت الغرف بالاستخدام لضيوف القصر وطاقم الحرس، يحتوي القصر على درج يؤدي إلى الطابق العلوي والساحة السماوية وعلية الشيخ والمرحاض وغرفة تحضير القهوة وغرفة الضيوف، ويتكون الدرج من عدة أدراج داخل الغرف، في الحوش الغربي يوجد درج خارجي يؤدي إلى الحرم والذي يعتبر الآن منفصلاً عن القصر، ويتضمن الحوش شامية وغرف كبيرة، ومنه يُمكن الوصول إلى "حديقة عبد القادر"، كما يشكل الحائط الجنوبي للقصر جزءًا من السور. في عام 2016، تم ترميم القصر من قبل بلدية عرابة بتمويل من الدكتور عمر والدكتور سمير عبد الهادي، بإدارة مؤسسة التعاون.
- قصر داود محمد الحسين عبد الهادي:

يقع شرق البلدة القديمة بين قصري رشدي عبد الهادي ومحمد الحسين عبد الهادي من الشرق، وقصر سليمان من الغرب. يتألف القصر من مجموعة من العقود تصل إلى ستة، بينما يُعتقد أن عقدًا آخر شمالي القصر كان للحرس. يتكون القصر من طابق واحد، يضم ثلاثة عقود في الجهة الغربية متصلة بإيوان واسع، بالإضافة إلى عقدين من الجهة الشمالية وتليها ساحة سماوية واسعة.
- قصر رشدي يوسف مصطفى عبدالله حسين عبد الهادي:

القصر يتألف من طابقين، الأول يشمل عقودًا وساحة سماوية وسورًا مقابل قصر محمد حسين عبد الهادي، أما الطابق الثاني فهو مجموعة من الغرف التي تطل على الساحة السماوية في الطابق الأرضي، وله شبابيك غربية تطل على الشارع. تم ترميم القصر عام 2017 بدعم من الحكومة السويدية من خلال اليونسكو، بالتعاون مع بلدية عرابة وتنفيذ مؤسسة التعاون، ليُستخدم كبيت للضيافة.
- قصر محمد حسين عبد الهادي " دار رؤوف":

يتكون من مجموعة من العقود وساحة سماويّة واسعة في الطابق الأرضيّ، ومجموعة من الغرف في الطابق العلويّ كانت تُستخدم كمسكن لحافظ باشا عبد الهادي قبل انتقاله إلى مدينة جنين، أما العقود في الدور الأول، فكانت تُسكنها إخوانه رؤوف وطاهر وراغب.
- قصر سعيد حسين عبد الهادي:

القصر يقع إلى الشرق من قصر محمد حسين عبد الهادي (دار رؤوف)، وإلى الشمال من قصر رشدي عبد الهادي، تم هدم القصر ولم يتبقّ منه سوى عقدين، حيث يُعتقد أن أحدهما كان يستخدم كديوان، والآخر لصناعة القهوة.

## الإضافات
الحق بالقصور إضافات معمارية جميلة، تمثلت بالأعمدة والتيجان، وقواعد الأعمدة المزخرفة والمقاعد الحجرية المخصصة لجلوس الحرس على المدخل، وفتحات الأبواب الداخلية الخاصة بأبواب العلالي، بوجود أقواس حجرية منقوشة بشـكل جميـل، وزخارف هندسية جميلة كالنجمة الثمانية. 